# Chechło (Silésie)
Pour les articles homonymes, voir Chechło.
Chechło (prononciation : [ˈxɛxwɔ]) est une localité polonaise de la gmina de Rudziniec, située dans le powiat de Gliwice en voïvodie de Silésie.